# Аль Паркер
Аль Па́ркер (англ. Al Parker, ім'я при народженні Е́ндрю Ро́берт Окун, англ. Andrew Robert Okun; 25 червня 1952 — 17 серпня, 1992) — американський гей- порноактор, продюсер, та режисер. Помер від ускладнень СНІДу у віці 40 років.

## Початок кар'єри
Паркер народився в Натік, Массачусетс. Після переїзду в Каліфорнію його працевлаштував Г'ю Гефнер в Playboy Mansion West в ролі дворецького. Кар'єра Паркера в гей-фільмах почалася, коли його «відкрив» Ріп Кольт, засновник Colt Studios. Саме Кольт дав йому сценічне ім'я «Аль Паркер».
Паркер розпочав свою кар'єру з підпису контракту зі студією Brentwood Studios.

## Surge Studios
Паркер був продюсером, режисером та актором. Його компанія Surge Studios випустила «тематичні» гей фільми, окрім коротких роликів. Багато фільмів було знято в його домівці на пляжі Ермоса, Каліфорнія. Surge Studios була однією з перших студій, яка практикувала безпечний секс, коли з'явився СНІД.

## Особисте життя
У 1969 році мати Паркера заохотила його відвідувати музичний фестиваль Вудсток, вважаючи, що це фестиваль класичної музики.
Після того, як він був змушений покинути новий автомобіль матері у грязі по дорозі, що везла його на фестиваль, він зіткнувся з тим, що вважав своїм першим повністю задоволеним сексуальним досвідом.
Його знімок був зроблений там і з'явився на колажі для плакатів до фільму про Вудсток, що вийшов у 1970 році.
Паркер був одним із опитаних в інтерв'ю доктора Діна Еделла, який повідомив про хірургічну процедуру, яка намагалася відновити крайню плоть Паркера після обрізання при народженні. Операцію проводила доктор Іра Шарліп, уролог.
Звіт транслювався по телебаченню.

## Смерть
Паркер помер у Сан-Франциско. Його останки були кремовано, а в його приватній резиденції відбулася панахида.
Його попіл був розкиданий в океані біля ділянки пляжу Сан-Грегоріо, округ Сан-Матео, Каліфорнія.

## Спадщина
Паркер є предмет біографії Роджера Едмонсона Clone: The Life and Legacy of Al Parker Gay Superstar.
Життя Паркера зображено драматургом Дрю Саксом, aka Al Parker[джерело?].

## Вибрана фільмографія
- The Best of Al Parker (2008)
- Overload (1992)
- The Best of Colt Films: Part 10 (1991)
- Better than Ever (1989)
- Best of Brentwood 1 (1987)
- Turbo Charge (1987)
- The Best of Colt: Part 4 (1986)
- Oversize Load (1986) [Режисер, з Камео]
- High Tech (1986)
- Daddies Plaything (1985)
- Century Mining (1985)
- Hard Disk Drive (1985)
- Outrage (1984), aka Christopher Rage's Outrage (US)
- Headtrips (1984)
- One in a Billion (1984)
- Rangers (1984)
- Strange Places, Strange Things (1984)
- Therapy (1983)
- Weekend Lockup (1983)
- Dangerous (1983)
- A Few Good Men (1983)
- Games (1983)
- Інша сторона Аспену (1978)
- Turned On (1982)
- Flashbacks, aka Al Parker's Flashback (1981)
- Wanted (1980)
- Inches (1979)
- Best of Buckshot (Compilations) Chute, Timberwolves
- Heavy Equipment (1977) — знято в 3D